# SpangaS
SpangaS, later ook SpangaS: De Campus genoemd, was een Nederlandse jeugdserie, gemaakt door de KRO-NCRV en de makers van ZOOP.

## Geschiedenis
In het voorjaar van 2007 bracht het SBS-programma Shownieuws het nieuwtje dat filmregisseur Johan Nijenhuis een nieuwe Nederlandse televisieserie zou gaan maken. De serie zou "School is Out" gaan heten, en er zou een hoofdrol weggelegd zijn voor Gaby Blaaser. De serie ging uiteindelijk in september van dat jaar van start. De serie werd rond zes uur 's avonds uitgezonden en trok in april 2008 zo'n 200.000 tot 300.000 kijkers per aflevering.
De televisieserie draait in de eerste dertien seizoenen om de levens van een groep leerlingen op het Spangalis College. In de laatste twee seizoenen speelt het verhaal zich af op De Campus. Ze maken alles mee wat op het voortgezet onderwijs kan gebeuren. Zo lopen ze stage in een manege, helpen gehandicapten, worden verliefd, maken ruzie, zijn onzeker, komen uit de kast en proberen er het beste van te maken.
Op 30 september 2009 kwam er een SpangaS-film uit, getiteld SpangaS op survival. De leerlingen gaan in deze film op werkweek naar de Belgische Ardennen.
Van april tot juni 2011 liep er een theatershow van SpangaS, SpangaS Live!.
In de zomer van 2015 kwam de tweede SpangaS-film uit, getiteld SpangaS in actie. Wanneer blijkt dat Het Spangalis plotseling gesloten zal worden, ontstaat er opschudding onder de leerlingen. Ze besluiten in opstand te komen door gezamenlijk hun school te bezetten.
Vanaf september 2010 werd SpangaS uitgezonden om 19.00 uur en vult het "gat" dat ontstaan is na het stoppen van de soap Onderweg naar Morgen. Ook wordt een nieuwe doelgroep bediend. In het weekend wordt een weekoverzicht uitgezonden, waarin alles wat er in de betreffende week bij SpangaS is gebeurd wordt samengevat.
Vanaf 2020 wordt de serie uitgezonden om 18.20 onder de naam SpangaS: De Campus. Dit veertiende seizoen introduceert veel nieuwe personages en een compleet nieuwe school waar de leerlingen doordeweeks ook slapen. Om die reden zien we de leerlingen vaker buiten schooltijd en komen andere onderwerpen aan bod dan voorheen. Het Spangalis College is niet langer onderdeel van de serie.
In 2021 werd de start van seizoen 15 met een maand uitgesteld. Dit gebeurde na een plotselinge wisseling in de cast met als gevolg dat de eerste afleveringen opnieuw moesten worden opgenomen. Om dit te compenseren werd de winterstop overgeslagen en waren er tijdens de kerstvakantie twee uitzendingen per dag. Ook is gekozen om voortaan slechts vier afleveringen per week uit te zenden, van maandag tot donderdag. Dit is gelijk aan het uitzendschema dat andere Nederlandse soapseries sinds de coronacrisis hanteren. De afleveringen worden weer uitgezonden om 18.00, net zoals de eerste seizoenen.
Op 14 maart 2022 maakte KRO-NCRV bekend dat de serie na seizoen 15 geen vervolg zou krijgen, met de reden dat het kijkgedrag van de doelgroep in de laatste jaren zou zijn veranderd. De laatste aflevering kwam beschikbaar via NPO Plus op 22 april 2022 en is uitgezonden op 28 april 2022.

## Verhaal
Het grootste deel van de serie speelt zich af op het Spangalis College, een school ergens in Nederland. Door de seizoenen heen worden steeds twee groepen leerlingen gevolgd: de onderbouw en bovenbouw.
In de eerdere seizoenen worden problemen aangekaart waar jongeren veel mee te maken hebben. Zo is Barry onzeker over wat hij wil in de toekomst, worstelen Flip en Fay met hun geaardheid, kampt Lana met een eetstoornis en wordt Thorsten thuis mishandeld door zijn vader. We zien Nelson uit Zuid-Afrika die moet wennen aan de Nederlandse cultuur en Stan die dankzij Tobias voor het eerst in contact komt met zijn vader. Ook krijgt de onderbouw te maken met het verlies van een klasgenoot: Tessel wordt aangereden door een automobilist, waarna ze overlijdt. Tijdens deze seizoenen heeft directeur Van Hamel een vrij grote rol, omdat zijn kinderen leerlingen zijn op het Spangalis. Hierdoor is hij ook vaak te zien in privésituaties. We zien de thuissituaties van de meeste andere leerlingen maar af en toe, al zien we Irmak geregeld in de winkel van haar vader en spelen families van personages soms even een grotere rol. Aan het begin van seizoen 2 breekt er een grote brand uit op de school. Tijdens seizoen 3 komt er ook een film uit, SpangaS op survival, die zich afspeelt in de Ardennen maar wel verbonden is met de serie. Zo heeft de sullige Luxor al een tijdje een oogje op de onbereikbare Annabella die toch niet zo onbereikbaar blijkt te zijn en krijgt de verhaallijn van Barry, Nassim en Lana een vervolg.
Hoewel de meeste personages drie à vier seizoenen te zien zijn, komen al na het tweede seizoen de eerste veranderingen in de cast. Het Spangalis College gaat in seizoen 3 namelijk fuseren met het Gradanius vanwege bezuinigingen in het onderwijs. Vanaf seizoen 4 is een nieuwe hoofdlocatie te zien, en in seizoen 4 en 5 verdwijnen verschillende leerlingen uit beeld nadat zij worden ingedeeld op de dependance, iets wat vanaf dit punt vaker gebruikt zou worden om personages uit de serie te schrijven.
De vernieuwingen brachten nieuwe verhaallijnen met zich mee. Zo hebben Marjana en Avalanche moeite met het vertrek van hun vriendinnen, probeert nieuwkomer Charley er juist bij te horen en ontstaan nieuwe vriendschappen en relaties. De familie Van Hamel verlaat de serie en Miss Madge wordt de nieuwe conrector. Ook wordt voor het eerst een nieuwe onderbouw geïntroduceerd, nadat de oude onderbouw overging in de bovenbouw. Deze verschuiving komt in latere seizoenen ook voor, al gebeurt het minder consistent. Tussendoor komen er ieder seizoen personages bij die zich aansluiten bij de bestaande groepen. Ook wordt gebruik gemaakt van retcons, waardoor personages langer op leeftijd blijven en zonder vermelding blijven zitten in leerjaren.
Als de serie langer loopt, komen steeds vaker actuele onderwerpen aan bod. Zo wordt asielzoeker Nola het land uitgezet, een verhaallijn die werd gebaseerd op een situatie die anderhalf jaar daarvoor het nieuws haalde. Na seizoen 8 komt een tweede film uit, SpangaS in actie, al speelt deze zich gewoon op school af: de leerlingen willen de sluiting van het Spangalis voorkomen. De meeste seizoenen komen met nieuwe docenten, zoals Reggy Benoit die de vader is van leerlingen Tinco en Shirley. Ook komen onderwerpen aan bod die in veel andere jeugdseries minder aandacht krijgen. Zo heeft Deef een glutenallergie waardoor hij vaak beperkt wordt en niet gezellig mee kan doen en heeft Jip een slaapstoornis. Meral krijgt te horen dat ze botkanker heeft. Zij wordt beter, maar haar vriendin Leah met hetzelfde lot komt te overlijden. We zien Vallon die twee vaders heeft en de introductie van transgender-personage Caro.
Wel komt het geregeld voor dat onderwerpen worden behandeld die in eerdere seizoenen ook al eens voorbij zijn gekomen. Zo zijn er meerdere gelijkaardige verhaallijnen rond geaardheid, lijkt de gewelddadige thuissituatie van Lef veel op die van Thorsten zo'n tien seizoenen eerder en verongelukt Celine net als Tessel. We zien daarnaast vaker personages die wel een grote verhaallijn hebben maar slechts enkele maanden of een enkel seizoen te zien zijn. Rond seizoen 10 verdwijnen enkele rollen die zeven jaar onderdeel waren van SpangaS: Charley, Abel en Eman.
In seizoen 12 wordt het eerste deel van de laatste groep geïntroduceerd. Zo zien we Jackie die Asperger heeft en verkering krijgt met Dylan, Luna waarvan de moeder manisch depressief is en Joris die in een rolstoel zit, verliefd wordt op Maud en later verkering krijgt met Tamara.

### De Campus
Na seizoen 13 zal het Spangalis College gaan fuseren en niet blijven bestaan. De laatste twee seizoenen spelen zich daardoor niet meer af op deze school, maar op een nieuwe middelbare school: De Campus. Op deze school blijven de leerlingen slapen en zien we ze als kijker meer buiten schooltijd dan in de lessen zelf. Hierdoor is ruimte voor nieuwe onderwerpen en verhalen. Deze verandering viel samen met de coronapandemie, waarin veel mensen in isolatie moesten. De Campus had veel weg van een geïsoleerde omgeving zoals die ontstonden in de coronatijd, dit was echter geen onderwerp in de serie.
Verschillende personages gingen mee naar de Campus, waaronder oud-conrector van het Spangalis meneer Damstra en leerlingen Jackie, Luna, Noor, Joris, Mo en Tamara. Jackie heeft het moeilijk met de grote verandering, maar besluit toch te blijven. Joris besluit al snel te gaan voor zijn sportcarrière en verhuist naar Papendal. Veel verhalen worden ondersteund door scenes bij de schoolpsycholoog, waar leerlingen hun gedachten uitspreken.
Er zijn ook een hoop nieuwe leerlingen, waaronder de excentrieke Maxima, JJ die graag bedrijven start om geld te verdienen en Noah die hem daarbij helpt, de behulpzame Cosmo, Gioia en Olivier. Ook zien we het eerste non-binaire personage ooit in een Nederlandse tv-serie: Lesley. Gioia is veel bezig met haar voetbalcarrière maar kan de druk niet aan en wil stoppen. Haar vader is het daar niet mee eens. Noors moeder lijkt zich bezig te houden met onzuivere zaken, Jackie en Cosmo komen erachter dat er drugsafval in het water rond de school wordt gedumpt. Maxima liegt over het hebben van een vriendje maar krijgt daarna iets met JJ. Olivier is het neefje van de directrice van de Campus, Femke Goedhart. Niemand weet dit omdat Olivier op de Campus opnieuw wil beginnen na het plegen van een overval. Femke heeft hem de kans gegeven dat op de Campus te doen, maar hij wil niet bekend staan als neefje van het schoolhoofd. Tijdens de cliffhanger van seizoen 14 staat Olivier weer oog in oog met zijn mededaders.
De gevolgde leerlingen zijn opgedeeld in twee woongroepen, maar er zijn veel meer groepen binnen de Campus waarvan de leerlingen steeds in beeld komen en af en toe een grotere bijrol hebben. De hele school komt samen op het plein, in de gangen of in de kantine van Biko.
In seizoen 15 verlaat Jackie de Campus om een klimaatstudie te gaan volgen in IJsland. Ook Cosmo, Mo, Tamara en Luna verlaten de Campus. Een nieuw personage is Sami, die zijn beide ouders is kwijtgeraakt en een slechte band met zijn zus heeft. Daarnaast leren we Ryan kennen die graag straattaal gebruikt en ook Daan komt op de Campus wonen, een oude kennis van Maxima. Lerares Gwen gaat tijdelijk op huwelijksreis maar komt nooit terug, Leon komt het team versterken. De strenge Nadira vervangt sportleraar Timon. Dit seizoen brengt eindelijk succes voor een bedrijf van JJ, Faya-shots, maar hij krijgt hierdoor een burn-out. Hij gaat zijn onderneming combineren met avondscholing. Noor komt erachter dat ze bi is en start met 'De Bubbel' waar andere leerlingen in een vertrouwelijk gesprek hun hart bij haar kunnen luchten. Gioia gaat door een rebelse fase met Arya. Maxima is onzeker over haar gewicht. Noah komt voor zichzelf op en wordt verliefd op Daan. Wies probeert haar fouten met Lesley goed te maken wanneer ze lymfeklierkanker krijgt. Sami probeert de recente dood van zijn moeder te verwerken. Ryan probeert erbij te horen en doet zich daarom stoerder voor dan hij is. Daan krijgt verkering met verschillende jongens maar als Milan obsessief gedrag vertoont en fysiek geweld gebruikt, maakt ze het uit en begint hij haar te stalken.
Aan het eind van seizoen 15, eveneens het slot van de serie, besluit Jochem Damstra te verhuizen naar de Algarve met zijn nieuwe vriend. In de laatste afleveringen krijgt Damstra bezoek van oud-leerlingen Ramin en Caro die met hem terugblikken op momenten uit eerdere seizoenen. In de allerlaatste aflevering zijn er gastoptredens van Ramin, Dylan, Maud, Miss Madge, Aldert en mevrouw Mokketier. Ook op de 'Campus' tijd wordt teruggeblikt door JJ en zijn medestudenten, omdat hij de Campus gaat verlaten.
Deze laatste aflevering is volledig in de stijl van de Amerikaanse prom. Lesley en Wies krijgen verkering nadat ze worden verkozen tot promkoppel. Sami heeft het goedgemaakt met zijn zus en neemt haar mee naar het schoolfeest. Maxima en JJ verbreken hun verkering nu de afstand te groot wordt. Noah vindt Kat toch leuk en vraagt haar mee naar de prom. Daan realiseert zich dat Noah precies is wat ze in een jongen zoekt, nadat ze hem eerst heeft afgewezen. Als ze naar hem op zoek gaat ziet ze hem zoenend op de dansvloer met Kat en weet ze dat het te laat is.

## Rolverdeling
In de serie hebben door de jaren heen veel verschillende acteurs gespeeld. Dit was de rolbezetting tijdens de laatste aflevering:
| Huidige hoofdpersonages           |                         |             |
| Acteur                            | Personage               | Periode     |
| Sydney Tros                       | Noor Benschop           | 2018 – 2022 |
| Rein van Duivenboden              | Olivier Hendriks        | 2020 – 2022 |
| Noël van Kleef                    | Maxima Paraat           | 2020 – 2022 |
| Thorn Roos de Vries               | Lesley Huf              | 2020 – 2022 |
| Tom van Kessel                    | JJ (Job-Jan Jolle) Smit | 2020 – 2022 |
| Lieke Hammink                     | Gioia Kramer            | 2020 – 2022 |
| Maurits van Brakel                | Noah van Andel          | 2020 – 2022 |
| Marissa Britney                   | Daan Vendrig            | 2021 – 2022 |
| Bertan Topbac                     | Sami Akalay             | 2021 – 2022 |
| Amon Aljo                         | Ryan Ligeon             | 2021 – 2022 |
| Personeelsleden                   |                         |             |
| Steef Hupkes                      | Jochem Damstra          | 2007 – 2022 |
| Cynthia Abma                      | Femke Goedhart          | 2020 – 2022 |
| Mamoun Elyounoussi                | Biko                    | 2020 – 2022 |
| Roos van Erkel                    | Donna Lopez             | 2020 – 2022 |
| Willie Wartaal                    | Schoolpsycholoog        | 2020 – 2022 |
| Toprak Yalçiner                   | Nadira Turan            | 2021 – 2022 |
| Davy Eduard King                  | Leon Ros                | 2021 – 2022 |
| Bijrollen                         |                         |             |
| Acteur                            | Personage               | Periode     |
| Charlene Sancho                   | Wies                    | 2020 – 2022 |
| Amber Jager                       | Talitha                 | 2020 – 2022 |
| Arian Foppen                      | David Kramer            | 2020 – 2022 |
| Judith Schuur                     | Arya                    | 2021 – 2022 |
| Michael de Roos                   | Levi Mulder             | 2021 – 2022 |
| Levy Jansen                       | Jesse                   | 2021 – 2022 |
| Jip Schwering                     | Milan                   | 2021 – 2022 |
| Asina Aksoy                       | Esrin                   | 2021 – 2022 |
| Ragnar Van Linden Van Den Heuvell | Tim                     | 2022        |
| Juliëtte van Tongeren             | Kat                     | 2022        |

## Afleveringen
| Seizoen | Uitzenduren             | Aantal afleveringen | Begin             | Eind          | Tv-seizoen |
| ------- | ----------------------- | ------------------- | ----------------- | ------------- | ---------- |
| 1       | Maandag-vrijdag 18.00   | 150                 | 3 september 2007  | 25 april 2008 | 2007-2008  |
| 2       | Maandag-vrijdag 18.00   | 130                 | 1 september 2008  | 24 april 2009 | 2008-2009  |
| 3       | Maandag-vrijdag 18.00   | 130                 | 14 september 2009 | 16 april 2010 | 2009-2010  |
| 4       | Maandag-vrijdag 19.00   | 180                 | 13 september 2010 | 20 mei 2011   | 2010-2011  |
| 5       | Maandag-vrijdag 18.55   | 175                 | 5 september 2011  | 25 mei 2012   | 2011-2012  |
| 6       | Maandag-vrijdag 18.55   | 180                 | 10 september 2012 | 31 mei 2013   | 2012-2013  |
| 7       | Maandag-vrijdag 18.55   | 180                 | 2 september 2013  | 23 mei 2014   | 2013-2014  |
| 8       | Maandag-vrijdag 18.55   | 180                 | 1 september 2014  | 22 mei 2015   | 2014-2015  |
| 9       | Maandag-vrijdag 18.55   | 180                 | 31 augustus 2015  | 20 mei 2016   | 2015-2016  |
| 10      | Maandag-vrijdag 18.55   | 180                 | 5 september 2016  | 26 mei 2017   | 2016-2017  |
| 11      | Maandag-vrijdag 18.20   | 180                 | 4 september 2017  | 25 mei 2018   | 2017-2018  |
| 12      | Maandag-vrijdag 18.20   | 181                 | 3 september 2018  | 24 mei 2019   | 2018-2019  |
| 13      | Maandag-vrijdag 18.20   | 180                 | 2 september 2019  | 23 mei 2020   | 2019-2020  |
| 14      | Maandag-vrijdag 18.20   | 160                 | 31 augustus 2020  | 23 april 2021 | 2020-2021  |
| 15      | Maandag-donderdag 18.00 | 128                 | 4 oktober 2021    | 28 april 2022 | 2021-2022  |

### Opnamelocaties
- Seizoen 1-2 (tot de brand): Hogelant, Duinluststraat 20, Amsterdam.
- Huis Van Hamel: Zuiderzeepark 98, Amsterdam. na verhuizing: Dobberhof 14, Landsmeer.
- Seizoen 1-2 (vanaf de brand): Wingerdweg 30, Amsterdam Noord. In dezelfde straat was aan de overkant de winkel van Sefa (de vader van Irmak) gevestigd.
- Seizoen 2-3: College De Meer, Radioweg 56, Amsterdam.
- Seizoen 4-7: Sloterweg 700, Amsterdam. Dit gebouw bestaat niet meer.
- Seizoen 8-9: Regio College, Cypressehout 100, Zaandam. Dit gebouw bestaat niet meer.
- Seizoen 10-13: Duivendrechtsekade 38, Amsterdam.
- Seizoen 14-15 (De Campus): Spechtlaan 2, Oegstgeest en omgeving van Leiden voor scenes buiten schooltijd.

## Films

### SpangaS op survival (2009)
De eerste film verscheen in september 2009 en draagt de titel SpangaS op survival. In de film reist de klas van het Spangalis College naar de Ardennen om op actieve werkweek te gaan. Hier komen ze met verschillende uitdagingen in aanraking. Het loopt uiteindelijk zo uit de hand dat een deel van de groep tijdens een storm zoek raakt. De titelmuziek van de film werd gezongen door Hind Laroussi.

### SpangaS in actie (2015)
De tweede film verscheen in juni 2015 en draagt de naam SpangaS in actie. In de film dreigt er een sluiting voor het Spangalis College aan te komen. Om dit te voorkomen gaan de leerlingen in staking en bezetten de school. Deze bezetting gaat vervolgens niet helemaal volgens plan en diverse vriendschappen komen hierdoor onder druk te staan.

## Specials

### SpangaS: Nablijven!
SpangaS: Nablijven! was een speciale serie van twee weken (tien afleveringen) waarin alle geheime gegevens van de school waren verdwenen. In iedere aflevering stond een van de leerlingen centraal. Het was een soort spin-off waarin de geheimen en karakters van elke leerling getoond werden, aan de hand van terugflitsen uit vorige afleveringen en vooruitblikken van nieuwe afleveringen van het vervolg van het seizoen. Deze serie werd van 8 december 2008 tot en met 19 december 2008 uitgezonden. Deze afleveringen staan niet op de dvd van het tweede seizoen van SpangaS.

### Geheime Agenda
Flip en Tobias hebben tijdens de werkweek in de zomervakantie stiekem gefilmd. Hun klasgenoten weten daar niets van, maar op de dag dat iedereen zijn boeken ophaalt op school, zien een paar leerlingen toch de filmbeelden.

### SpangaS: Leergeld
Spangas: Leergeld is een speciale, educatieve serie van vijf korte afleveringen waarin de omgang met geld centraal staat. Om de vijftigste verjaardag van de conciërge Aldert te vieren, hebben de kinderen geld ingezameld. Tot hun schrik raken ze het geld echter kwijt. SpangaS: Leergeld werd van 13 september 2010 tot en met 11 oktober 2010 wekelijks op maandag uitgezonden van 10.30 tot 10.40 uur op Nederland 3 en zat in de tijd van SchoolTV. De serie werd van 26 mei 2011 t/m 30 juni 2011 elke donderdag om 10.50 op Nederland 3 herhaald.
Deze serie, die werd gemaakt in opdracht van Teleac SchoolTV, werd gezamenlijk geproduceerd door NL Film, TVBV en NCRV. Bij de productie waren tevens het Nibud en het Platform 'Wijzer in geldzaken' betrokken.

### SpangaS: Mediawhizz
De leerlingen van het Spangalis College ontdekken in de serie dat de digitale wereld zowel je vriend als je vijand kan zijn. De leerlingen krijgen allemaal op hun eigen manier te maken met de voor- en nadelen van nieuwe media.
De vijf speciale afleveringen werden, direct na het aflopen van seizoen 5, van 28 mei t/m 1 juni 2011 uitgezonden op Zapp.

### SpangaS Achter De Schermen!
Om te vieren dat er duizend afleveringen zijn gemaakt, krijgt de kijker een kijkje achter de schermen. Elke aflevering beantwoorden twee acteurs kijkersvragen.

### SpangaS op zomervakantie
SpangaS op zomervakantie draait om de zomervakantie van de Spangalis-leerlingen. De serie was voor het eerst te zien in de zomer van 2018. In de zomer van 2019 volgde een tweede seizoen.

### SpangaS Webserie
Een SpangaS Webserie is een kort verhaal dat te zien is op het YouTube-kanaal van SpangaS. Elke webserie telt vijf afleveringen van 5 tot 7 minuten en wordt in één week geplaatst.
1. Otis Battle (2018)
2. Jip & Lef maken money (2019)
3. ECHT FAKE (2019)

## Boeken
Bij de serie zijn elf boeken verschenen, geschreven door Wendy Buenen en Ed van Eeden. SpangaS Vuurwerk is geschreven door Hetty Kleinloog.
1. Fay (2008)
2. Flip en Tobias (2008)
3. Irmak (2008)
4. Luxor (2008)
5. Avalanche (2008)
6. Barry (2008)
7. Jole (2009)
8. Nassim (2009)
9. Lana (2009)
10. SpangaS op survival filmeditie (2010)
11. SpangaS ZomerBoek (2011)
12. SpangaS Vuurwerk (2014)

Ook zijn er tot nu toe achttien magazines verschenen.

## SpangaS: De Game
In deze online game komen kinderen in de klas bij hun favoriete SpangaS op het Spangalis College. Spelers van de game kunnen voor het eerst zelf rondlopen door de school en op plekken komen waar ze nooit eerder konden komen, zoals de kantine, het crea-lokaal en het fietsenhok. Ook kunnen de spelers van de game al hun helden in de school ontmoeten en ze helpen met het oplossen van problemen. De thema’s, tevens levels, die aan bod komen in de game zijn liefde, pesten, milieu, uiterlijk en feest en sluiten hiermee aan op de thema's in de televisieserie.
SpangaS de Game bestaat uit vijf levels, waarin de speler samen met de personages een probleem oplost en verschillende opdrachten uitvoert. Door het uitvoeren van deze opdrachten, sparen de spelers punten waarmee ze kans maken op prijzen. Daarnaast zitten in elk level minigames die onbeperkt kunnen worden gespeeld na afronding van het betreffende level. In de game en in de minigames zijn er verschillende medailles te behalen. Ook worden in de televisieserie en via de SpangaS-nieuwsbrief geheime codes weggegeven waarmee spelers extra's voor in de game kunnen verdienen.

## SpangaS: Testjes
Op 25 oktober 2013 bereikte de serie de duizendste aflevering. Dit vierden de makers door de app SpangaS: Testjes uit te brengen op Android.

## SpangaS: De Podcast (De kleine pauze met Tom & Thorn)
In SpangaS: De Podcast, ook wel "De kleine pauze met Tom & Thorn", bespreken acteurs Tom van Kessel (JJ) en Thorn Roos de Vries (Lesley) allerlei onderwerpen zoals schaamte, verliefdheid en populariteit. De podcast werd opgestart ter ere van het vijftiende jubileumseizoen en liep tot het einde van dat seizoen, wat tevens het einde van de serie was. In de laatste weken werd er een live "troostcast" gehouden waarin het stoppen van de serie werd besproken. De acteurs gaven aan dat ze het stoppen van de serie aan zagen komen door het goed afgeronde verhaal, maar dat ze hiervan geen kennis hadden tijdens de opnames. Ook werden 'De Campus' truien weggegeven die in de serie door de cast zijn gedragen.

## Prijzen
- 2008: de Gouden Stuiver voor Beste Jeugdprogramma 2008.
- 2008: de Beeld en Geluid Award 2008 in de categorie Multimedia.
- 2009: de Gouden @penstaart in de categorie Websites voor kinderen gemaakt door volwassenen.[16][17]
- 2009: SpangaS werd genomineerd voor de Gouden Roos in de categorie Drama, een prestigieuze internationale tv-prijs.
- 2009: de Gouden Film voor het behalen van 100.000 bezoekers bij de film SpangaS op survival.
- 2009: de Nieuwe Media Award, publieksprijs van Cinekid.
- 2010: de Kinderkastprijs, publieksprijs van Cinekid.
- 2011: de "Altijd anders" Prijs (Mediasmarties)
- 2015: de Bob Angelo Penning van het COC
- 2016: Zapplive Award, beste Zapp-programma